# Cyril Potter
Robert Cyril Gladstone Potter (Graham's Hall, 3 maggio 1899 – 1981) è stato un educatore, insegnante e compositore guyanese.

## Biografia
Nato nella Guyana britannica, studiò da educatore al Queen's College di Georgetown e al Mico University College di Kingston ed ha ricevuto un Bachelor of Arts con lode in inglese alla University of London. Dopo il ritorno in patria insegnò al Teachers' Training Centre, di cui fu poi preside dal 1948 al 1952, e che oggi porta il suo nome: Cyril Potter College of Education.
Oltre all'attività di educatore ed insegnante, era anche musicista e compositore: fu lui a scrivere nel 1966 la musica dell'inno nazionale della Guyana, Dear Land of Guyana, of Rivers and Plains.